# Isabella Star LaBlanc
Isabella Star LaBlanc es una actriz y escritora estadounidense.

## Vida personal
LaBlanc es miembro de la nación tribal Sisseton Wahpeton Dakota. Nació en Saint Paul, Minnesota y asistió a la Academia St. Paul. LaBlanc está casada. Cuando viaja por trabajo, lleva consigo tela de algodón para utilizarla en una práctica tradicional de atado de tabaco.

## Carrera
Su primer papel actoral fue en el SteppingStone Theatre a los ocho años, y posteriormente actuó en varias obras de teatro y actos teatrales en Minnesota, como en The Wolves at the Jungle Theatre cuando era adolescente. En 2019, llamó la atención por su interpretación de Tiger Lily en la obra Peter Pan and Wendy en la Shakespeare Theatre Company de Washington D. C. También ha escrito varias obras cortas de interpretación y un guion ("Writing A War Novel").
En 2021, LaBlanc recibió un premio Princess Grace, nominado por el McCarter Theatre. El mismo año, Booklist elogió su trabajo como narradora de audiolibros para la novela para adultos jóvenes Firekeeper's Daughter, que la calificó como una "lectura sensible". En el cine, LaBlanc ha aparecido en Long Slow Exhale y en Pet Sematary: Bloodlines, una precuela de Pet Sematary. En 2022, LaBlanc participó en la cuarta temporada de True Detective en HBO para un papel principal.